# Arezki Berraki
Arezki Berraki (en arabe : أرزقي براقي), né le 8 mars 1965 à Kouba dans la wilaya d'Alger, est un ingénieur d'État et homme politique, algérien. Il est ministre des Ressources en Eau et de l'Environnement algérien du 2 janvier 2020 au 21 février 2021.

## Biographie
Il naît le 8 mars 1965 à Kouba. Il est ingénieur d'État en génie civil, spécialisé en construction et équipement hydrauliques. Et il obtient une maîtrise en gestion et administration des affaires.
Barraki a passé toute sa carrière à l'Agence nationale des barrages et transferts jusqu'à ce qu'il assume le poste de directeur général depuis juin 2015.

## Arrestation et condamnation
En juin 2021, trois mois après son limogage, il est placé en détention provisoire pour son implication dans des affaires liées à la corruption, lorsqu’il était directeur général de l’Agence nationale des Barrages et des Transferts. En 2022, ses biens sont confisqués. 
En décembre 2022, il est condamné à dix ans de prison pour, notamment, « dilapidation des deniers publics, abus de fonction et octroi d'indus avantages ».